# El Salvador en los Juegos Olímpicos de Múnich 1972
El Salvador estuvo representado en los Juegos Olímpicos de Múnich 1972 por un total de 11 deportistas masculinos que compitieron en 2 deportes.
El portador de la bandera en la ceremonia de apertura fue el nadador Salvador Vilanova. El equipo olímpico salvadoreño no obtuvo ninguna medalla en estos Juegos.